# إلكترونيك آرتس

ظهور شعار إي آيه في إحدى أغلفة ألعاب الفيديو

إلكترونيك آرتس (بالإنجليزية: Electronic Arts)‏ هي شركة ألعاب فيديو أمريكية. قام بتأسيس الشركة تريب هوكينز في عام 1982، وهى إحدى شركات الألعاب المنزلية في العالم. كانت الشركة مجرد ناشر للألعاب الإلكترونية، ولكن في الثمانينات، بدأت الشركة في تطوير الألعاب، التي تعمل على أجهزة الألعاب المنزلية المختلفة.

## أقسام الشركة
تصنف الشركة حسب نوع الألعاب المنزلية التي تنتجها إلى أربعة أقسام:
- إي آيه سبورتس:

قسم يهتم بالألعاب الرياضية مثل كرة القدم، والسلة، والهوكي وغيرها.
- إي آيه كيمز:

قسم يهتم بسّلآسل العملاقة الخاصة بآلناشر.
- إي آيه ماكسيس:

قسم خاص يهتم بسلسلة المحاكة مثل
سيم سيتي، وذا سيمز.
- إي آيه أول بلاي:

وهو قسم عام وقسم الشراكات.
حاليا، من الألعاب التي تنتجها الشركة، هي سلاسل الألعاب الرياضية التي تنتج تحت مسمى (بالإنجليزية: EA SPORTS)‏ والألعاب المبنية على قصص الافلام المشهورة، مثل أفلام هاري بوتر.
بالإضافة إلى سلاسل أخرى تنتجها الشركة منذ مدة طويلة، مثل نيد فور سبيد، ميدل اوف اونر، ذا سيمز، وهاف - لايف 2، وباتلفيلد.
كما بعض السلاسل الجديدة، مثل بيرن اوت، وكوماند اند كونكور، وسلسة لعبة كرة القدم الشهيرة فيفا fifa (أحدث إصدار FIFA 21)

شعار الشركة من 1982 إلى 1999

شعار إي إيه جيمز من 1999 إلى 2006

## بداية الشركة
في عام 1982 حصل لقاء بين تريب هوكنز و Valentine  لمناقشة مشروع جديده لهم وكان تريب هوكنز بذات الوقت يعمل في شركة أبل في منصب مدير تسويق المنتجات و Valentine شجع تريب هوكنز على مغادرة شركة أبل، وأنشئ الشركة باستثمارات مايقدر مبلغ 200000 دولار.
وفي ديسمبر 1982 تريب هوكنز حصل على مبلغ مليوني دولار من خلال أستثماره وقام بتوظيف الذين عملوا معه في مجال التسويق في شركة أبل،
وأرتفع عدد الموظفين إلى 11 وكان من ضمنهم تيم موت، بينغ غوردون، ديفيد ماينارد، ستيفن هايز وتجاوزت المساحة المكتبيه والتطويرية والنشر التي تقدمها سيكويا، فـانتقلت الشركة إلى سان فرانسيسكو وأرتفع عدد الموظفين بسرعه في عام 1983 ومن ضمنهم: دون داغلو، ريتشارد هيلمان، ستيوارت بون، ديفيد غاردنر. وكان ديفيد غاردنر هو له الفضل في نجاح الشركة، ونجح أيضاً في أنتاج ألعاب الفيديو، وكانت سياسته في التعامل مع تجار التجزئة.و ايضاً أعطى للشركه هوامش ووعي أفضل في السوق
وفي ديسمبر 1986 أنتقل كلا من: ديفيد غاردنر و Mark Lewkaspais إلى المملكة المتحدة لـ أفتتاح مقرهم الثاني المقر الأوروبي لأنتاج الفنون الإلكترونية وفي عام 1991 بعد النجاح المتواصل والمستمر للشركه تم نقل مقر الشركة إلى ريدوود، كاليفورنيا، وفي عام 2000 رحل تريب هوكنز
وتولى Larry Probst إدارة مجلس الإدارة وأمور الشركة، وفي عام 2004 قدمت EA تبرع يبلغ قيمته ملايين الدولارات لتمويل تطوير المناهج الدراسية لانتاج الألعاب في جامعة Media Division، في عام 2007 Probst أستقال من وظيفة المدير التنفيذي، وأختار من يكون خليفته وكان John Riccitiello وهو الذي كان يعمل في EA لسنوات سابقاً، وغادر لبعض الوقت وعاد بعد ذلك وفي يونيو 2007
أعلن الرئيس التفنيذي الجديد John Riccitiello أن EA سوف تعيد تنظيم نفسها إلى أربع مسميات، مع كل المسؤولية عن تطوير المنتجات الخاصة بها والنشر وكان الهدف من إعادة التنظيم هو لتمكين التسميات إلى العمل بصورة مسقلة أكثر وتبسيط عملية
أتخاذ القرارات وزيادة الإبداع والجودة، والحصول على الألعاب في الاسواق بشكل أسرع في 18 مارس 2013 قال John Riccitiello أن سوف يتم تنحيته من منصبه المدير التنفيذي في 30 مارس 2013 , وجاء بديل له Larry
Probst في نفس اليوم الذي تم تنحيته.

## شركات (استوديوهات) تابعة
| الشركة                | الشعار | المقر            | التأسيس |
| --------------------- | ------ | ---------------- | ------- |
| إي إيه كندا           |        | كندا             | 1983    |
| إي آيه تيبرون         |        | الولايات المتحدة | 1994    |
| إي آيه سالت ليك       |        | الولايات المتحدة | 1992    |
| ديجيتال إلوجينز سي إي |        | السويد           | 1992    |
| فيسكرال جيمز          |        | الولايات المتحدة | 1998    |
| إي آيه فينوميك        | -      | ألمانيا          | 1997    |
| إي آيه لوس أنجلوس     | -      | الولايات المتحدة | 1995    |
| إي آيه مونتريال       |        | كندا             | 2004    |
| بايوير                |        | كندا             | 1995    |
| بايوير ميثك           |        | الولايات المتحدة | 1995    |
| كريتريون جيمز         |        | المملكة المتحدة  | 1993    |
| ماكسيس سوفتوير        |        | الولايات المتحدة | 1987    |